# B. B. Warfield
Benjamin Breckinridge Warfield (5 de novembro de 1851 - 16 de fevereiro de 1921) foi professor de teologia no Seminário Teológico de Princeton de 1887 a 1921. Seria o último expoente de Princeton, antes das divergências de 1929 onde foram criados o Seminário de Westminster e a Igreja Presbiteriana Ortodoxa.

## Origens
Warfield nasceu perto de Lexington, Kentucky em 5 de novembro de 1851. Filho de pais ricos, William e Mary Cabell (Breckinridge) Warfield, originários de Virgínia, seu avô materno foi o pregador presbiteriano Robert Jefferson Breckinridge (1800-1871), filho de John Breckinridge, que havia sido senador dos Estados Unidos. Seu tio John C. Breckinridge, o décimo quarto vice-presidente dos Estados Unidos, e um Confederado na Guerra Civil Americana.

## Casamento
Em agosto de 1876 casou-se com Annie Warfield Pierce Kinkead. Logo depois, eles visitaram a Alemanha. Durante seu tempo lá, Annie teria sido atingida por um raio e ficou permanentemente paralisada. Benjamin continuou a cuidar dela até sua morte em 1915, conciliando seu trabalho como teólogo.

## Educação
Teve uma educação privada, entrou Universidade de Princeton em 1868 e graduou-se em 1871 com honras. Entrou no Seminário Teológico de Princeton em 1873 e se formou em 1876.

## Ministério
Por um curto período em 1876 ele pregou em igrejas presbiterianas em Concord, Kentucky e Dayton, Ohio, e recusou seu primeiro convite para se ordenar pastor. Se mudou com sua esposa para Alemanha em 1876. Foi o pastor adjunto da Primeira Igreja Presbiteriana de Baltimore, Maryland por um curto período de tempo. Então ele tornou-se um instrutor Western Theological Seminary, que agora é chamado de Pittsburgh Theological Seminary. Foi ordenado pastor em 26 de abril de 1879. Em 1887 Warfield foi nomeado para o Seminário Teológico de Princeton.
Ele advogou em prol do diaconato feminino , mesmo tendo dito que a “justificação escriturística para o mesmo á escassa” , cita o caso de Febe a diaconisa, onde tendo duas opções interpretativas, o texto deixaria a “indicação” que que havia diaconato feminino, e apresenta comentário a uma carta entre cristãos da Igreja Primitiva de 112 d.C onde se usa o termo latino “ministrae” 
É um expoente teólogo e uma das principais referências dos defensores do cessacionismo, chegou a defender que alguns carismas, mesmo em tempos apostólicos, não foram verdadeiros, sendo um grande opositor do sobrenaturalismo no interior da Igreja.
Seguiu fielmente a Confissão de Fé de Westminster . Acreditava que a teologia modernista era problemática, uma vez que se baseava no pensamento do intérprete da Bíblia e não no autor divino das Escrituras. Ele pregou a doutrina do Sola Scriptura - que a Bíblia é inspirada palavra de Deus e é suficiente para o cristão a viver a sua fé.

## Criacionismo progressivo
Dr. Denis Alexandre, em seu livro Rebuilding the Matrix: Science and faith in the 21st Century, afirma a respeito de Warfield que o mesmo não se opunha a teoria da evolução de Darwin.  Afirma que palestra de classe, preparada em 1888, onde o conteúdo teria sido usado em sala pelo menos até o início de 1900. Warfield dizia que a Teoria da Evolução não havia sido provada e que seria imprudente aceitá-la, mas não havia grandes obstáculos bíblicos em aceitar apresentação de suas provas.

"Eu não acho que haja qualquer declaração geral na Bíblia ou em qualquer parte do relato da criação, quer como dada em Gênesis 1 e 2 ou qualquer outra alusão, que precisam ser oposta à evolução. A única passagem que aparece para obstar o caminho é o relato bem detalhado da criação de Eva ... Bem como podemos admitir que o relato da criação de Eva é um sério obstáculo no rumo de uma doutrina de criação por evolução."  

Segundo Dr. Alexander, a visão de Warfield sobre a evolução poderia parecer incomum para um conservador de sua época, contudo estava disposto a aceitar a teoria de Darwin, ainda que esperando suas provas não produzidas, mas crendo que Deus teria conduzido o processo de evolução, e como tal teria sido um criacionista progressivo. Seu interesse ávido na ciência (amadora) era compartilhada por muitos clérigos vitorianos e os pontos de vista Warfield não teriam sido atípicos.
Dr. Warfield também teria dito na mesma conferência que a evolução não pode explicar a origem da alma humana. Posicionou-se agnosticamente em relação à evolução. Apesar de descartar como uma explicação suficiente, não rejeitava a possibilidade teórica. E teria dito em várias ocasiões que sendo comprovada em algum momento ela não representaria qualquer problema para o cristão, mas tinha suas dúvidas. Com isto Warfield está entre os primeiros a se estabelecer entre o criacionismo evolutivo.

## Racionalismo e Criticismo Textual
Os Batistas Independentes atribuem a Warfield a introdução do liberalismo no Seminário de Princeton, e alegam que teria sofrido influência do racionalismo alemão, onde estivera entre 1872 e 1873; bem como afirmam ter sofrido influência das teorias dos anglicanos Westcott e Hort, contribuído para o que chamam de "uma das maiores fraudes da bibliologia", a aceitação do  Criticismo Textual.

Dois nomes influenciaram tremendamente a SBC (Convenção Batista do Sul) de modo que suas idéias se infiltraram na convenção: o presbiteriano B.B. Warfield (1851 - 1921) de Princeton Seminary (baluarte da ortodoxia que se tornou liberal após a administração de Warfield) e o batista A.T. Robertson (1895-1934). Esses dois foram tremendamente influenciados pelo racionalismo alemão (a Alemanha, aonde Warfield fora, era e é um dos piores lugares do mundo para se estudar teologia devido às influências liberais e de incrédulos racionalistas e apóstatas travestidos de "eruditos"). Warfield embarcou em fevereiro de 1872 para Edinburgh e após isso se transferiu para Heidelberg. Eles caíram na armadilha das falsas teorias dos anglicanos Westcott e Hort, a Dupla Dinâmica trapaceira que contaminou muitos evangélicos do século 19 e início do 20. Como resultado disso, o Texto Crítico, que é uma das maiores FRAUDES da bibliologia, foi aceito e como conseqüência, a dilapidação da autoridade das Escrituras para os que o abraçaram. 